# Espacio Santa Clara (Sevilla)
El Espacio Santa Clara es un centro cultural situado en el Convento de Santa Clara de Sevilla. El lugar es objeto de presentación de exposiciones artísticas o históricas, además de ser lugar de ponencias sobre distintos temas. 

## Edificio
El antiguo convento de Santa Clara de Sevilla se ubica en la calle de Santa Clara de la ciudad de Sevilla. Fue fundado en 1289 por el rey Sancho IV de Castilla, y levantado junto a un antiguo palacio perteneciente a su tío, el infante Fadrique de Castilla. El complejo conventual se construyó entre el siglo  XVI y XVII. Hasta 1998 funcionó como convento y en esa fecha el municipio de Sevilla lo adquirió al Arzobispado. Cuenta con unos patios atractivos, una espléndida colección de azulejos de cerámica en sus muros y elaborados artesonados.

## Descripción
El espacio además de albergar exposiciones ha servido como sede de la Bienal de Flamenco de Sevilla y el Festival de Música Antigua de Sevilla (FEMÁS).  Depende del Instituto de la Cultura y las Artes de Sevilla.
Ha albergado, entre otras exposiciones, una sobre Sevilla y los poetas Machado, sobre la inundación de la ciudad por el Tamarguillo en 1961 y la operación Clavel, una exposición sobre Gustavo Adolfo Bécquer y sobre costumbres populares españolas. Además, alberga de modo permanente una serie de paneles sobre el proceso arqueológico y de restauración que ha sido llevado a cabo en el inmueble.
El edificio fue visitado el 7 de mayo de 2013 por el entonces príncipe Felipe y su esposa Letizia Ortiz con motivo de una exposición sobre vestidos inspirados en las santas de Zurbarán.

## Galería

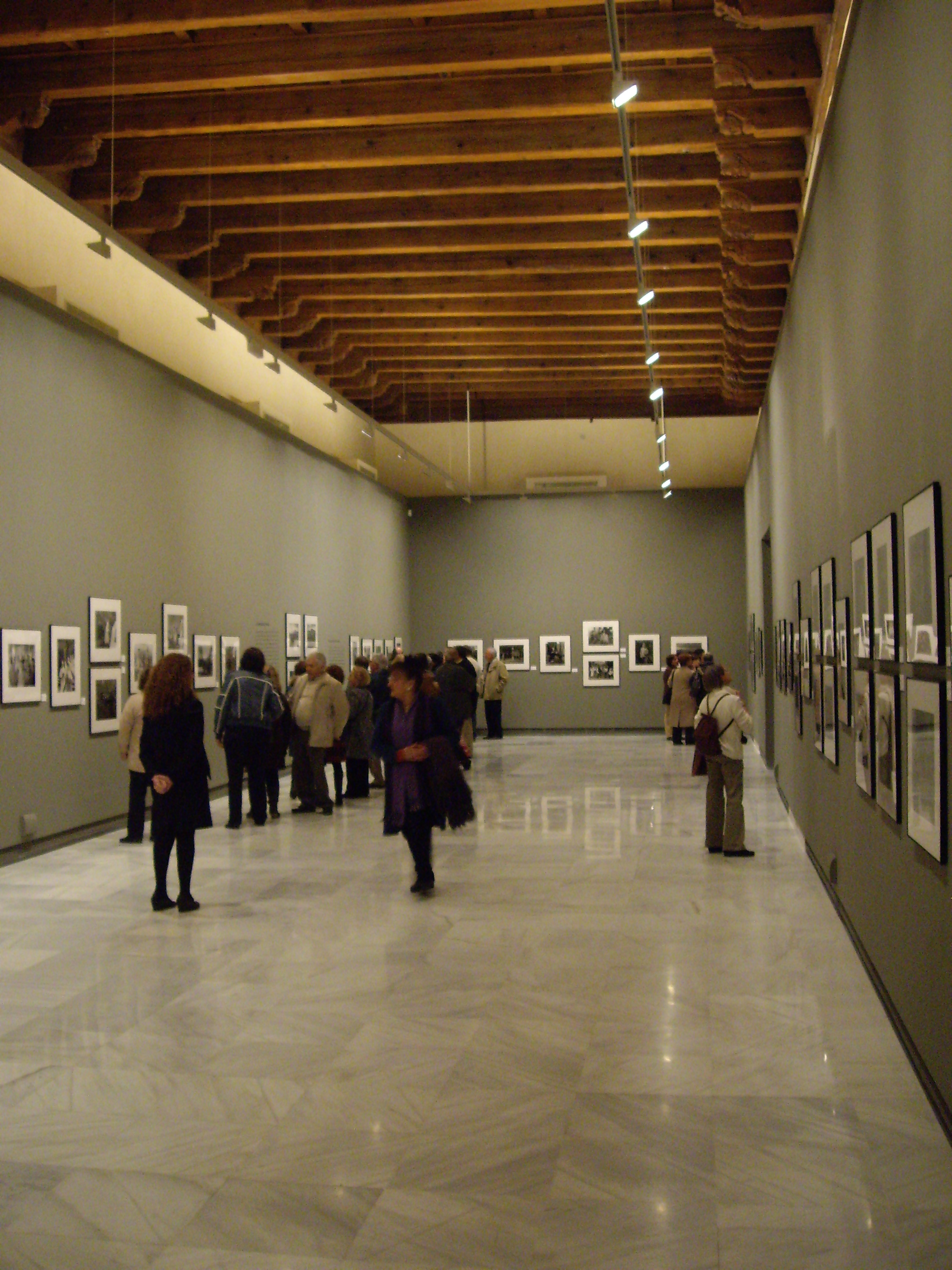
Sala en la planta baja del Espacio Santa Clara, mostrando una exposición de fotografía de costumbres populares en 2013
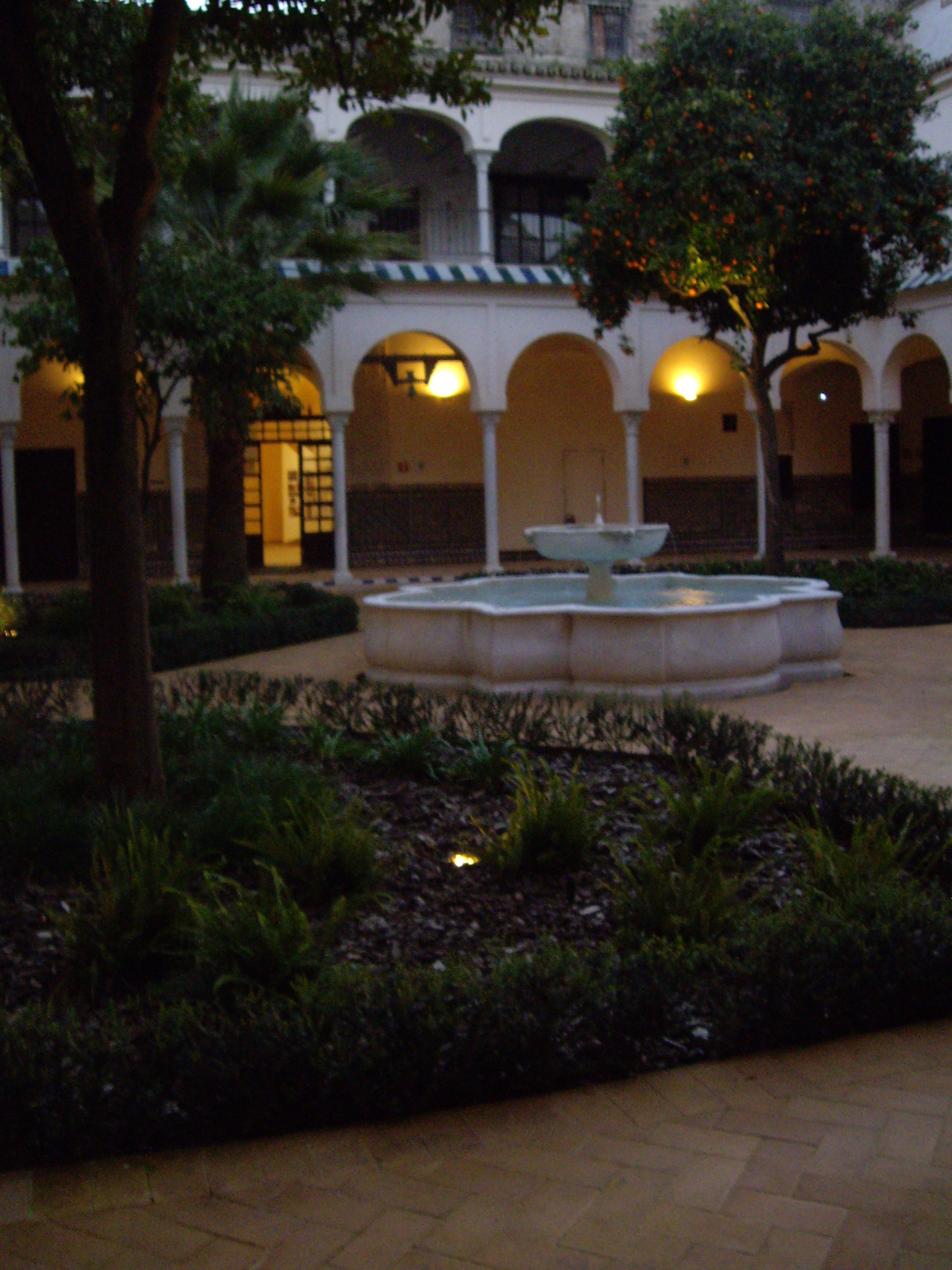
Patio del Convento de Santa Clara al atardecer